# Комедија ситуације
Комедија ситуације или ситком (енгл. situation comedy, sitcom) је поджанр комедијских програма који се првобитно појавио на радију, а данас заузима значајно место на телевизији. Радњу комедије ситуације чине ликови који се појављују у уобичајеним окружењима, као што су кућа или радно место. Ситкоми се могу упоредити са скеч-комедијама, где трупа може да користи нове ликове у сваком скечу, и стандуп комедијом, где комичар прича шале и приче публици. Ситкоми су настали на радију, али данас се углавном налазе на телевизији као један од њених доминантних наративних облика. Ова форма може да садржи и мокументарце.
Кoмедије ситуације могу се снимати пред студијском публиком, у зависности од формата продукције програма. Ефекат публике живог студија се може имитирати или „појачати” коришћењем снимака смеха. Током снимања продукција, смех се обично сними унапред.
Критичари се не слажу у погледу корисности термина „ситком” у класификацији емисија које су настале од прелаза века. Многи савремени амерички ситкоми користе поставке са једном камером и не користе снимке смеха, те често подсећају на драмске емисије из 1980-их и 1990-их, а не на традиционални ситком. Остале теме дебата укључују да ли се цртани филмови, попут Симпсонових или Породичног човека, могу класификовати као ситкоми.

## Историја
Термини „комедија ситуације” или „ситком” нису били у широкој употреби до 1950-их. Било је ранијих примера на радију, али за први телевизијски ситком узима се Пинрајтов прогрес, чијих десет епизода је емитовано на ББЦ-ју у Великој Британији између 1946. и 1947. У Сједињеним Државама режисер и продуцент Вилијам Ашер сматра се „човеком који је измислио ситком”, јер је он режирао преко две десетине водећих ситкома, укључујући Ја волим Луси, од 1950-их до 1970-их.

## По земљи

### Аустралија
Било је неколико дуготрајних ситкома направљених у Аустралији, али су многе америчке и британске серије биле успешне. Ситкоми су значајан формат владиног емитера Аустралијске радиодифузне корпорације (ABC); током 1970-их и 1980-их многи британски ситкоми су такође приказивани на Севен мрежи. До 1986, британске комедије Bless This House и Are You Being Served? неколико пута је поновила телевизија ABC, а затим их је купила и приказивала Севен мрежа, у ударном термину.
Године 1981, Daily at Dawn је била прва аустралијска хумористичка серија у којој се појављује обичан геј лик (Тери Бејдер као новинарка Лесли). Године 1987, Мајка и син су добили награду за телевизијску драму коју је доделила Аустралијска комисија за људска права.
Године 2007, прва епизода четврте аустралијске серије Кejт и Ким привукла је домаћу публику од 2,521 милиона на националном нивоу, што је највећи рејтинг икада за прву епизоду у историји аустралијске телевизије, до премијере серије Испод трбуха: Прича о два града у 2009. са 2,58 милиона гледалаца. Године 2013, Please Like Me је добила позив за приказивање на телевизијском фестивали Манија серија у Паризу, и била је похваљена од стране критике и добила је бројне награде и номинације. Такође 2013. године, At Home With Julia је критиковало неколико друштвених коментатора због непримереног непоштовања функције премијера. Серија се ипак показала веома популарном и међу телевизијском публиком — поставши најгледанија аустралијска комедија 2011. године — и добро су је примили телевизијски критичари. Она је номинована за награду Аустралијске академије за филмску и телевизијску уметност 2012. за најбољу телевизијску хумористичку серију.

### Канада
Иако је постојао низ значајних изузетака, канадске телевизијске мреже су генерално лоше прошле са својом понудом ситкома, са релативно мало канадских серија које су постигле значајан успех у Канади или на међународном нивоу. Канадска телевизија је постигла много већи успех са скеч комедијама и драмским серијама.
Популарна емисија Краљ Кенсингтона емитована је од 1975. до 1980. године, привлачећи у просеку 1,5 до 1,8 милиона гледалаца недељно на свом врхунцу.
Серија Corner Gas, која је трајала шест сезона од 2004. до 2009. године, постала је тренутни хит, са просечно милион гледалаца по епизоди. Добитник је шест Џемини награда, и номинована је скоро 70 пута за разне награде.
Међу осталим скорашњим ситкомима вредним пажње су Call Me Fitz, Schitt's Creek, Letterkenny и Kim's Convenience, који су сви били добитници Канадске филмске награде за најбољу хумористичку серију.